# NGC 81
Az NGC 81 egy spirálgalaxis az Andromeda (Androméda) csillagképben.

## Felfedezése
Az NGC 81 galaxist Ralph Copeland fedezte fel 1873. november 15-én.

## Tudományos adatok
A galaxis 6130 km/s sebességgel távolodik tőlünk.